# Bryum capillatum
Bryum capillatum là một loài rêu trong họ Bryaceae. Loài này được Vill. ex Brid. mô tả khoa học đầu tiên năm 1803.